# Амбасада Шпаније у Србији
Амбасада Шпаније у Србији је највише правно представништво Шпаније у Републици Србији.
Тренутни амбасадор је Раул Бартоломе Молина, кога је именовала влада Педра Санчеза 22. априла 2019. године.

## Историја
Амбасада Шпаније у Србији налази се у Београду, насталој 20-их година 20. века и која је служила као седиште шпанског представништва у различитим државама које су основане на том подручју.
Србија је до 1992. године била једна од република које је чинила бившу Социјалистичку Федеративну Републику Југославију, која је нестала као последица југословенских ратова, па су се односи Шпаније и балканске земље одвијали преко шпанске амбасаде у Београду. Савезна Република Југославија (СРЈ) је била држава наследница СФРЈ, па је шпанско представништво наставило у истом граду, касније у СЦГ али и Србији.
Конзуларно подручје Амбасаде Шпаније у Београду покрива Србију (осим покрајине Косова која потпада под конзуларну надлежност шпанске амбасаде у Скопљу), као и Црну Гору.